# Клэнси, Филип Александер
Филлип Александер Клэнси (Phillip Alexander Clancey, 26 сентября 1917 года, Глазго, Шотландия — 18 июля 2001 года, Дурбан, ЮАР) — шотландский и южноафриканский учёный — орнитолог.
Вскоре после рождения Клэнси его семья переезжает в Лондон, а затем в Швейцарию. В возрасте 7 лет будущий учёный возвращается в Глазго, где заканчивает среднюю школу и затем — Школу искусств Глазго. Участник Второй мировой войны, воевал на Сицилии и в Италии; был тяжело контужен, в результате чего оглох на одно ухо.
В 1948—1949 годах Филлип Клэнси — участник орнитологических экспедиций в Йемен, Сомали, Эфиопию, Кению и ЮАР. С 1950-х годов учёный постоянно проживает в ЮАР и занимает пост куратора Музея Наталя в Питермарицбурге. В 1952—1982 годах Клэнси — директор дурбанского Музея естественных наук и его художественной галереи. После ухода на пенсию учёный продолжает свою работу в музее на добровольных началах.
Клэнси дал научное название и идентифицировал более 200 видов птиц Восточной и Южной Африки. Ему принадлежит более 530 научных публикаций и множество книг, в том числе такие издания, как «Птицы Наталя и Зулуленда» (1964), «Птицы Южноафриканского субрегиона» (1965—1972), «Настольная книга птиц Южного Мозамбика» (1970—1972), «Редкие птицы Южной Африки» (1985), «Зимородки транссахарской Африки» (1992) и другие. В 1978 году Клэнси становится одним из авторов «Атласа видов африканских птиц».
Учёный являлся также президентом Южноафриканского орнитологического общества и Южноафриканской ассоциации музеев. С 1975 года он — член-корреспондент Американского орнитологического союза. Коллекция птиц, собранная Клэнси во время совершённых им 26 научных экспедиций и хранящаяся в Дурбанском музее естественных наук, является третьей по величине в Африке и состоит из 32 тысяч экземпляров.
Клэнси был также талантливым художником; его произведения украшают стены картинной галереи Дурбанского музея, имеющей теперь название Галерея Филлипа Александера Клэнси.